# Католицизм во Франции

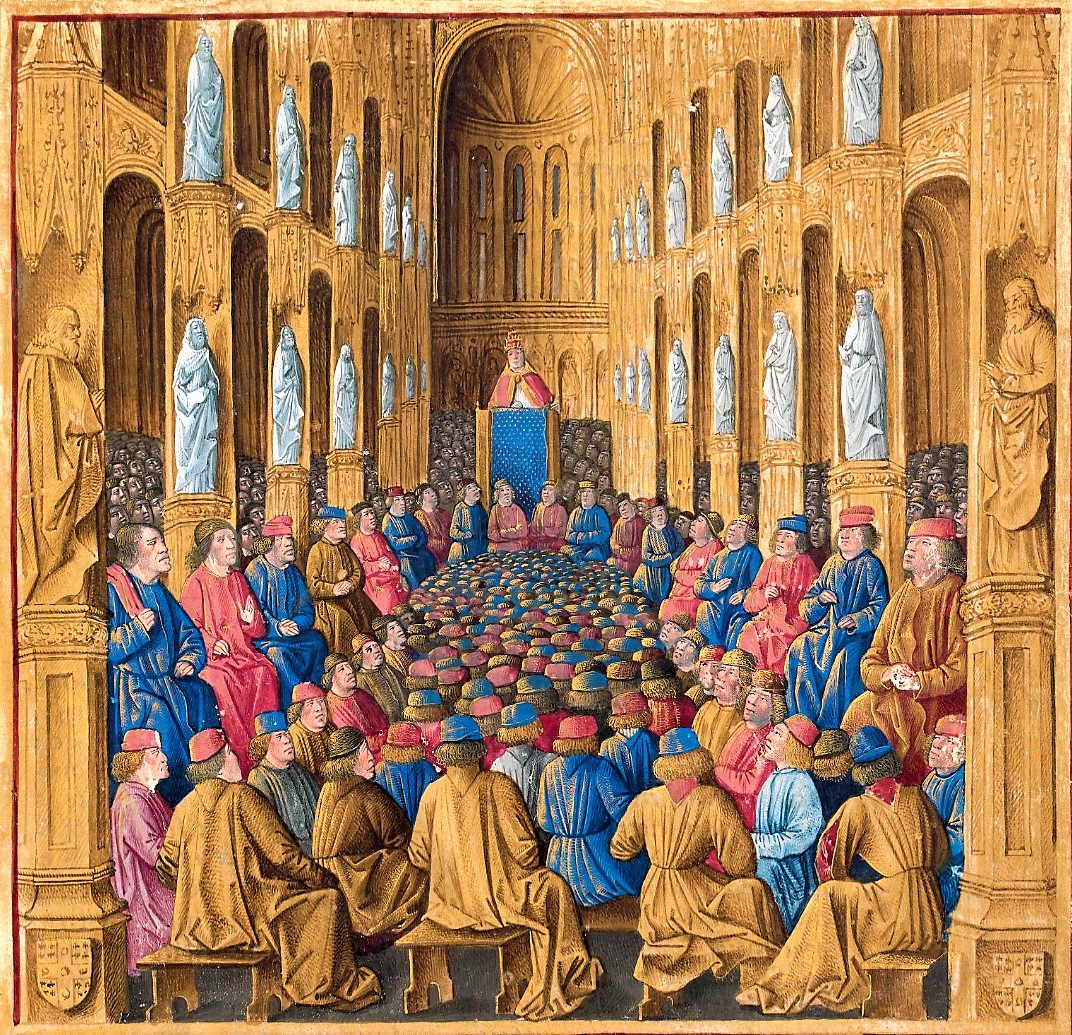
Папа Урбан II на соборе в Клермоне. Миниатюра Жана Коломба из книги Себастьена Мамро «Походы французов в Утремер» (1474).

Католицизм во Франции или Католическая церковь во Франции — крупнейшая религиозная община страны, преимущественно латинского обряда.

## История
Согласно преданию, Лазарь и его сестры Мария и Марфа, которые были изгнаны из Святой Земли, пересекли Средиземное море на маленькой лодке и высадились в Сент-Мари-де-ла-Мер близ Арля. Провансальская традиция именует Лазаря первым епископом Марселя, а Марта, по легенде, укротила своими волшебными песнями дракона Тараски, что не давал покоя жителям окрестных сел.
Первые летописные упоминания о христианах во Франции датируются II в веком — Ириней Лионский описывает смерть 19-летнего епископа Лугдунума (современный Лион) и других мучеников во времена преследований в 177 году. В 496 году святой Ремигий крестил Хлодвига I — короля франков, который считается основателем Франкского королевства. Хлодвиг I стал союзником и защитником папства и положил начало христианизации Галлии.
Рождеством 800 года Римский папа Лев III короновал Карла I императором Священной Римской империи. До Французской революции католицизм считался государственной религией Франции, а саму страну называли «старшей дочерью церкви».
В 1095 году во французском городе Клермон-Ферран состоялся собор, на котором папа Урбан II призвал к Первому крестовому походу.
В 1309—1377 годах резиденция пап была перенесена в город Авиньон на юге Франции. Этот период в истории церкви называют Авиньонское пленение пап и характеризуют политической зависимостью пап от французских королей. В 1378 Авиньон оставался папской резиденцией в условиях Западной схизмы, которая была преодолена на Констанцском соборе в 1415 году. Выбранному на этом соборе папе Мартину V удалось вернуть апостольский престол в Рим.
Реформация обрела во Франции своих сторонников — гугенотов. Борьба гугенотов с католиками вылилась в религиозные войны, длившиеся между 1562 и 1598 годами. Окончание конфликта было положено в 1598 Нантским эдиктом, что защищал право на свободу совести и восстанавливал протестантам гражданские права.
Во время Французской революции 1789 года национальной ассамблеей было принято решение о национализации церковного имущества, а также закон о Гражданском устройстве духовенства, согласно которому должность епископа провозглашалась выборной и не нуждалась в согласии Папы. Церковные реформы вызвали недовольство папы римского и привели к расколу в стране.
Конкордат Наполеона I 1801 года частично возвращал церкви связь с Папой, закреплял за католицизмом статус религии большинства французов, оставляя право свободы совести, и обязывал государство платить духовенству заработную плату. В 1825 году во времена реставрации Бурбонов во Франции действовал закон против богохульства и святотатства, однако в 1830 году в начале периода июльской монархии он был отменен.
В 1905 году во Франции был принят Закон о разделении церквей и государства. Согласно этому закону государство прекратило финансирование церкви и закрепило свободу вероисповедания.

## Современность

Административное деление Римско-католической церкви во Франции

По состоянию на 2007 год около 51 % французов называют себя католиками. По проведённому в 2012 году компанией WIN-Gallup International глобальному исследованию, Франция названа одной из наименее религиозных стран мира. Согласно исследованию:
29% назвали себя убеждёнными атеистами
34%— нерелигиозными людьми 
37% — религиозными (приверженцами какой бы то ни было религии.)
На территории Франции Католическая церковь насчитывает 98 структурных единиц (из них 70 епархий, 9 архиепархий, 15 митрополий и 4 прочих) с 18 844 приходами. Общее число священников — 21 930

### Список латинских митрополий
- Митрополия Безансона;
- Митрополия Бордо;
- Митрополия Клермона;
- Митрополия Дижона;
- Митрополия Лилля;
- Митрополия Лиона;
- Митрополия Марселя;
- Митрополия Монпелье;
- Митрополия Папеэте — располагается во Французской Полинезии;
- Парижская митрополия;
- Митрополия Пуатье;
- Митрополия Реймса;
- Митрополия Ренна;
- Митрополия Руана;
- Митрополия Тулузы;
- Митрополия Тура;
- Митрополия Фор-де-Франса — располагается в Заморском регионе.

Непосредственно Святому Престолу подчинены:
- Архиепархия Страсбурга
- Епархия Меца
- Военный ординариат Франции

### Церковные структуры Восточных католических церквей
Во Франции действуют также церковные структуры Восточных католических церквей:
- Епархия Святого Владимира Великого в Париже — экзархат Украинской грекокатолической церкви;
- Епархия Святого Креста в Париже — епархия Армянской католической церкви;
- Епархия Пресвятой Девы Марии Ливанской в Париже — епархия Маронитской католической церкви;
- Ординариат Франции для верных восточного обряда — ординариат для верующих восточного обряда.